# Cylindromyia ocypteroides
Cylindromyia ocypteroides är en tvåvingeart som först beskrevs av Mario Bezzi 1908.  Cylindromyia ocypteroides ingår i släktet Cylindromyia och familjen parasitflugor.
Artens utbredningsområde är Eritrea. Inga underarter finns listade i Catalogue of Life.